# Интуиция
Интуи́ция (позднелат. intuitio «созерцание» от гл. intueor «пристально смотрю») — способность человека понимать и проникать в смысл событий и ситуаций посредством единомоментного бессознательного вывода — озарения. Интуиция основана на человеческом воображении, эмпатии и предшествующем опыте. Иногда интуицию называют «чутьём» и проницательностью.

## Этимология
Стремление различать два вида, или метода, познания — интуитивное и логическое — появилось уже в античности. Начало этого можно найти в учении Платона об идеях, в котором присутствует понятие недискурсивности (без рассуждений) их постижения.
Эпикурейцы закрепили этот феномен непосредственного познания или постижения в слове др.-греч. ἐπιβολή.
Термины для обозначения двух видов познания появились у Филона Александрийского, а затем у Плотина, различавшего ἐπιβολή (непосредственное, мгновенное постижение (узрение, озарение)) и διεξοδικός λόγος (последовательное, дискурсивное познание, с помощью логических умозаключений).
Перевод понятия ἐπιβολή на латинский язык словом «intuitus» (от глагола intueri, означающего «всматриваться», «проникать взглядом» (зрением), «мгновенно постигать») был сделан в V веке Боэцием.
В XIII веке немецкий монах Вильгельм из Мёрбеке (1215—1286) повторил перевод Боэция, и понятие «интуиция» стало частью западноевропейской философской терминологии.
Кристиан Вольф перевёл понятие «intuitio, intuitus» на немецкий язык словом «Anschauung». Вольф также использовал выражение «anschauende Erkenntnis» — интуитивное познание. Именно в этом смысле понятие употребляется у Канта.
Англичане, французы, итальянцы, испанцы переводят Anschauung словом «интуиция» (франц., англ. intuition, итал. intuizione, исп. intuicion). На русский язык Кантовское Anschauung переводится также как «созерцание» для передачи смысла непосредственного постижения, недискурсивности, мгновенного «узрения».

## Философия
В истории философии понятие интуиции имело разное содержание. Интуиция понималась как форма непосредственного интеллектуального знания или созерцания (интеллектуальная Интуиция). Так, Платон утверждал, что созерцание идей (прообразов вещей чувственного мира) есть вид непосредственного знания, которое приходит как внезапное озарение, предполагающее длительную подготовку ума.
В истории философии нередко чувственные формы познания и мышление противопоставлялись. Р. Декарт, например, утверждал: «Под интуицией я разумею не веру в шаткое свидетельство чувств и не обманчивое суждение беспорядочного воображения, но понятие ясного и внимательного ума, настолько простое и отчётливое, что оно не оставляет никакого сомнения в том, что мы мыслим, или, что одно и то же, прочное понятие ясного и внимательного ума, порождаемое лишь естественным светом разума и благодаря своей простоте более достоверное, чем сама дедукция…».
Г. Гегель в своей системе диалектически совмещал непосредственное и опосредствованное знания.
Интуиция трактовалась также и как познание в виде чувственного созерцания (чувственная Интуиция): «…безоговорочно несомненное, ясное, как солнце… только чувственное», а потому тайна интуитивного познания и «…сосредоточена в чувственности» (Фейербах Л.).
Интуиция понималась и как инстинкт, непосредственно, без предварительного научения определяющий формы поведения организма (А. Бергсон), и как скрытый, бессознательный первопринцип творчества (З. Фрейд).
В некоторых течениях философии Интуиция трактуется как божественное откровение, как всецело бессознательный процесс, несовместимый с логикой и жизненной практикой (интуитивизм). Различные толкования Интуиции имеют нечто общее — подчёркивание момента непосредственности в процессе познания, в отличие (или в противоположность) от опосредствованного, дискурсивного характера логического мышления.
Материалистическая диалектика усматривает рациональное зерно понятия Интуиции в характеристике момента непосредственности в познании, которое представляет собой единство чувственного и рационального.
Процесс научного познания, а также различные формы художественного освоения мира не всегда осуществляются в развёрнутом, логически и фактически доказательном виде. Нередко субъект схватывает мыслью сложную ситуацию, например, во время военного сражения, определения диагноза, виновности или невиновности обвиняемого и т. п. Роль Интуиции особенно велика там, где необходим выход за пределы существующих приёмов познания для проникновения в неведомое. Но Интуиция не есть нечто неразумное или сверхразумное. В процессе интуитивного познания не осознаются все те признаки, по которым осуществляется вывод, и те приёмы, с помощью которых он делается. Интуиция не составляет особого пути познания, идущего в обход ощущений, представлений и мышления. Она представляет собой своеобразный тип мышления, когда отдельные звенья процесса мышления проносятся в сознании более или менее бессознательно, а предельно ясно осознаётся именно итог мысли — воспринимаемый как «истина», c более высокой вероятностью определения истины, чем случайность.
Интуиции бывает достаточно для усмотрения истины, но её недостаточно, чтобы убедить в этой истине других и самого себя. Для этого необходимо доказательство.

## Психология
Формирование интуитивного решения протекает вне прямого сознательного контроля. Известный американский философ и психолог-когнитивист Дэниел Деннет поясняет:

Интуиция — это попросту знание о чём-то без понимания того, как это знание было получено.
Оригинальный текст (англ.)Intuition is simply knowing something without knowing how you got there.
— «Is consciousness just an illusion?», BBC, 4 March, 2017
Интуиция — это предчувствие, устремленное в перспективу, основанное на знании (без понимания, как оно получено), помноженном на опыт.
В концепции аналитической психологии К. Юнга интуиция рассматривается как одна из четырёх основных психологических функций, определяющая отношение человека к самому себе и окружающему миру, способ принятия им жизненно важных решений. «…Вещи имеют свое прошлое и будущее. Они откуда-то появляются, куда-то текут, и трудно уверенно сказать, откуда они возникли и куда скроются; и все же при этом у человека есть … предчувствие. Предчувствие в таком деле часто стоит жизни. Интуицией пользуются изобретатели и судьи. Там, где бессильны понятия и оценки, мы целиком зависим от дара интуиции.
Добавлю ещё, что интуиция есть особый вид восприятия, которое не ограничивается органами чувств, а проходит через сферу бессознательного. … Я не знаю, что происходит, когда человек знает то, что он определённо знать не может. Я не знаю, как это у него получается, но получается неплохо, и он в состоянии действовать».
Согласно работам Даниеля Канемана интуиция — способность автоматической выработки решений без длительных логических рассуждений или доказательств.
Согласно ещё одному трактованию, интуиция — это прямое постижение умом истины, не выведенное логическим анализом из других истин и не воспринимаемое через органы чувств.
В когнитивной психологии интуитивные процессы изучаются в рамках исследований имплицитного научения (способность человека непреднамеренно и неосознанно обрабатывать комплексную информацию), имплицитной памяти и прайминга. Результатом имплицитного научения является формирование имплицитного знания, которое косвенно обнаруживается при выполнении заданий без всякого осознания самого факта его применения и почти всегда проявляется без участия внимания.

## Компьютерная имитация
Адаптивные программы и алгоритмы искусственного интеллекта, основанные на методах обучения автоматических систем, демонстрируют поведение, которое имитирует человеческую интуицию. Они производят знание из данных без логического оформления путей и условий его получения, в силу чего это знание является пользователю как результат «непосредственного усмотрения».
Для имитации интуитивного принятия решений удобны нейроподобные устройства, называемые нейронными сетями и нейрокомпьютерами, а также их программные имитаторы. М. Г. Доррер с соавторами создал нестандартный для компьютерных методик интуитивный подход к психодиагностике, заключающийся в выработке рекомендаций с исключением построения описанной реальности. Для классической компьютерной психодиагностики важное значение имеет формализуемость психодиагностической методики, в то время как опыт, накопленный исследователями в области нейроинформатики, показывает, что при помощи аппарата нейронных сетей можно удовлетворить потребности практикующих психологов и исследователей в создании психодиагностических методик на базе их опыта, минуя стадию формализации и построения диагностической модели.

## Развитие интуиции
Множество авторов предлагают различные тренинги для развития интуиции, однако стоит помнить, что некоторые из них экспериментально не доказаны, то есть являются «размышлениями» авторов на тему.
Один из аспектов интуиции основан на жизненном опыте, поэтому единственный способ развить её — накопление опыта в определённой области знаний. «Позитивные мысли и убежденность, что вы заслуживаете не просто ответа, а самого лучшего ответа, подвигают интуицию на позитивную деятельность» — один из таких тренингов основанных на аффирмации или самовнушении с целью снятия барьеров. Определение формулы бензола, разработанное Кекуле, и другие идеи учёных из снов подтверждают ценность жизненного опыта и багажа знаний для развития интуиции, для получения интуитивного знания.
Иногда тренерами предлагаются, например, и такие упражнения для развития интуиции, которые являются скорее упражнениями на развитие ясновидения или яснослышания.
Вот одно из таких упражнений:

Перед началом рабочего дня постарайтесь представить каждого из ваших сотрудников. Почувствуйте, что прячется за словами, и о чём умалчивается. Перед тем, как прочесть письмо, интуитивно представьте себе, о чём оно и как оно подействует на вас. Прежде чем снять телефонную трубку, постарайтесь интуитивно угадать, кто звонит, о чём и как этот человек будет говорить…

## Другие значения
Термин «интуиция» широко используется в различных оккультных, мистических и псевдонаучных учениях и практиках.